# Karmsundbroen
59°22′32″N 005°17′43″Ø / 59.37556°N 5.29528°Ø
Karmsundbroen er en buebro på riksvej 47 som forbinder øen Karmøy med fastlandsdelen af Karmøy Kommune og Haugesund i Rogaland fylke i Norge. Broen som går over Karmsundet, blev åbnet 22. oktober 1955, og er en af de få bue- gitterbroer i Norge. Broen skabte sammenhæng i landskabet Haugalandet ved at Karmøy fik fastlandsforbindelse. Broens længde er 691 meter, og største spænd er 184 meter. Gennemsejlingshøjden er  50 meter, og broen har i alt 37 spænd. Broen blev åbnet af daværende kronprins Olav. 
I starten var der bomstation på fastlandssiden, hvor også cyklister blev afkrævet afgift. Karmsundbroen  betød afslutningen for MF «Salhusfærgen»  som i mange år havde bundet by og land sammen. Færgen var lille, og det samme var motorkapaciteten, så når strømmen i Karmsundet var stærk, havde færgen store problemer med at komme.